# 吉本成香
吉本 成香（よしもと しげか） は、日本の機械工学者。学校法人東京理科大学常務理事、東京理科大学名誉教授。元日本機械学会機素潤滑設計部門長。

## 人物・経歴
1973年東京理科大学工学部機械工学科卒業。1975年東京理科大学大学院理工学研究科工学専攻修士課程修了、東京理科大学工学部助手。1984年東京理科大学工学博士。1994年東京理科大学工学部機械工学科教授に就任。2004年精密工学会理事。2008年精密工学会超精密位置決め専門委員会委員長。2009年日本機械学会機素潤滑設計部門部門長。のち、東京理科大学名誉教授、学校法人東京理科大学常務理事。

## 著書
- 『はじめての機械要素』工業調査会 2003年
- 『機械設計 : 機械の要素とシステムの設計』理工学社 2006年
- 『有限要素法解析ソフト Ansys工学解析入門』オーム社 2020年

## 受賞
- 1986年日本機械学会賞奨励賞[3]
- 1996年日本機械学会賞論文賞[3]
- 2002年日本機械学会生産加工部門優秀講演論文表彰[3]
- 2003年日本機械学会基礎潤滑部門優秀講演賞[3]
- 2003年精密工学会高城賞[3]
- 2006年日本機械学会教育賞[3]
- 2007年日本機械学会機素潤滑設計部門業績賞[3]
- 2009年精密工学会75周年記念功労賞[3]
- 2010年日本設計工学会武藤栄次賞Valuable Publishing賞[3]
- 2011年日本機械学会生産加工・工作機械部門優秀講演論文表彰[3]